# Янг-Америка (тауншип, Миннесота)
Янг-Америка (англ. Young America) — тауншип в округе Карвер, Миннесота, США. На 2000 год его население составило 838 человек.

## География
По данным Бюро переписи населения США площадь тауншипа составляет 88,3 км², из которых 84,9 км² занимает суша, а 3,4 км² — вода (3,81 %).

## Демография
По данным переписи населения 2000 года здесь находились 838 человек, 267 домохозяйств и 229 семей. Плотность населения — 25,6 чел./км². На территории тауншипа расположено 271 построек со средней плотностью 3,2 построек на один квадратный километр. Расовый состав населения: 97,37 % белых, 0,36 % афроамериканцев, 1,55 % азиатов и 0,72 % приходится на две или более других рас. Испанцы или латиноамериканцы любой расы составляли 1,07 % от популяции тауншипа.
Из 267 домохозяйств в 40,1 % воспитывались дети до 18 лет, в 77,2 % проживали супружеские пары, в 3,7 % проживали незамужние женщины и в 13,9 % домохозяйств проживали несемейные люди. 10,9 % домохозяйств состояли из одного человека, при том 4,9 % из — одиноких пожилых людей старше 65 лет. Средний размер домохозяйства — 3,09, а семьи — 3.33 человека.
28,0 % населения — младше 18 лет, 9,2 % — в возрасте от 18 до 24 лет, 28,5 % — от 25 до 44, 24,8 % — от 45 до 64, и 9,4 % — старше 65 лет. Средний возраст — 36 лет. На каждые 100 женщин приходилось 116,5 мужчин. На каждые 100 женщин старше 18 приходилось 117,7 мужчин.
Средний годовой доход домохозяйства составлял 65 000 долларов, а средний годовой доход семьи — 70 625 долларов. Средний доход мужчин — 37 426 долларов, в то время как у женщин — 29 792. Доход на душу населения составил 23 216 долларов. За чертой бедности находились 2,2 % семей, из которых 0,5 % младше 18 и 13,9 % старше 65 лет.